# Murata (Miyagi)
Pour les articles homonymes, voir Murata.
Murata (村田町, Murata-machi) est un bourg du district de Shibata, dans la préfecture de Miyagi, au Japon. Il est surnommé « la petite Kyōto de Rikuzen ».

## Géographie

### Démographie
Au 1er décembre 2014, la population de Murata s'élevait à 11 452 habitants répartis sur une superficie de 78,41 km2.

## Sport
Le circuit Sportsland SUGO se trouve à Murata.

## Personnalité
Yoshinobu Miyake (1939-), haltérophile, double champion olympique, est né à Murata.